# هارکا
هارکا (به مجاری:  Harka) یک شهرداری در مجارستان است که در ناحیه شوپرون واقع شده‌است. هارکا ۱۱ کیلومتر مربع مساحت و ۱٬۵۵۳ نفر جمعیت دارد.